# Edward Trobaugh

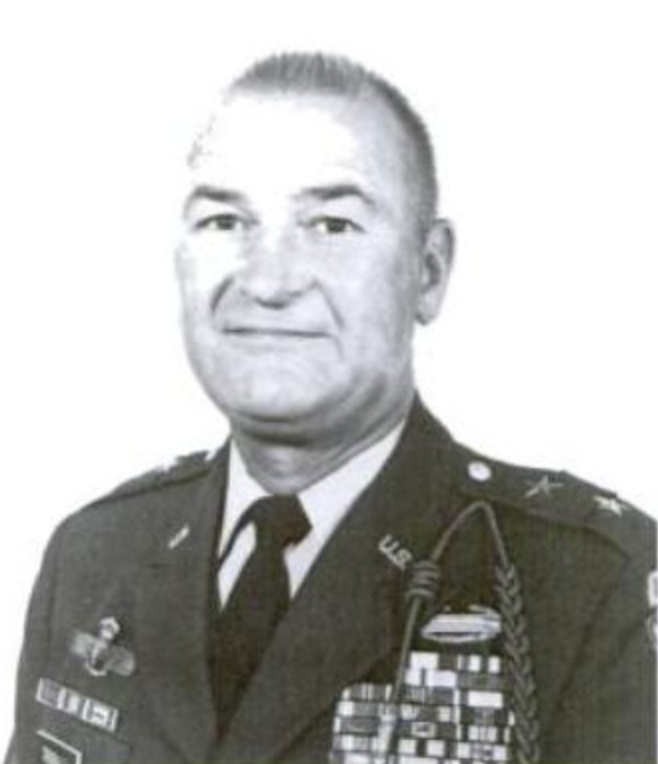
Edward L. Trobaugh

Edward Lee Trobaugh (* 7. November 1932 in  Logansport, Cass County, Indiana; † 20. Mai 2024) war ein Generalmajor der United States Army. Er kommandierte unter anderem die 82. US-Luftlandedivision.
Edward Trobaugh war der Sohn von Raymond J. Trobaugh und dessen Frau Catherine Margaret Simpson. Im Jahr 1950 absolvierte er die Kokomo High School (Indiana) und in den Jahren von 1950 bis 1954 durchlief er die United States Military Academy in West Point. Nach seiner Graduation wurde er als Leutnant der Infanterie zugeteilt. In der Armee durchlief er anschließend alle Offiziersränge bis zum Zweisterne-General.
Im Lauf seiner militärischen Karriere absolvierte er verschiedene Kurse und Schulungen. Dazu gehörten unter anderem der Basic Infantry Officer's Course, der Advanced Infantry Officer's Course, das Command and General Staff College und das United States Army War College. Zudem erhielt er im Jahr 1972 einen akademischen Grad für öffentliche Verwaltung von der University of Oklahoma.
In seinen jüngeren Jahren absolvierte er den für Offiziere in den niederen Rangstufen üblichen Dienst in verschiedenen Einheiten und Standorten. Unter anderem war er in den Jahren von 1959 bis 1961 in Deutschland bei der 3. Panzerdivision stationiert. Im weiteren Verlauf seiner Karriere wurde er auch in Südkorea und zweimal im Vietnamkrieg eingesetzt. Bei seinem ersten Vietnameinsatz in den Jahren 1967 und 1968 diente er in der 1. Infanteriedivision und bei seinem zweiten dortigen Einsatz (1970–1971) gehörte er der 1. Kavalleriedivision an. Dabei wurde er als Bataillonskommandeur bei Gefechten leicht verwundet.
Mitte der 1970er Jahre wurde Edward Trobaugh Kommandeur der 2. Brigade der 25. Infanteriedivision auf Hawaii. Im Juli 1981 wurde er stellvertretender Kommandeur der United States Army Infantry School. Nach seiner Beförderung zum Generalmajor wurde er im August 1981 nach Madrid in Spanien versetzt, wo er die dortige amerikanische Beratungsgruppe leitete. Zwischenzeitlich war er in den Jahren von 1978 bis 1980 auch stellvertretender Kommandeur der 9. Infanteriedivision.
Am 24. Juni 1983 übernahm Edward Trobaugh das Kommando über die 82. Luftlandedivision. In dieser Funktion löste er James J. Lindsay ab. In seine bis zum 19. Juni 1985 andauernde Zeit als Befehlshaber dieser Division fiel die US-Invasion in Grenada, an der er mit seiner Einheit beteiligt war. Nach seiner Zeit als Kommandeur der 82. Luftlandedivision wurde Trobaugh zum stellvertretenden Kommandeur der 5. US-Armee ernannt. Deren Hauptquartier befand sich in Fort Sam Houston in Texas. Er behielt diesen Posten bis zu seinem Eintritt in den Ruhestand im Jahr 1987.

## Orden und Auszeichnungen
Edward Trobaugh erhielt im Lauf seiner militärischen Laufbahn unter anderem folgende Auszeichnungen:
- Army Distinguished Service Medal
- Silver Star
- Legion of Merit
- Distinguished Flying Cross
- Defense Superior Service Medal
- Bronze Star Medal
- Air Medal
- Purple Heart